# Marius Nygaard
Marius Nygaard, född den 13 september 1838 i Bergen, död den 8 februari 1912 i Kristiania, var en norsk språkman och pedagog.
Nygaard, som var rektor i Fredrikshald 1877-94 och i Drammen 1894-1910, utövade som ledamot (sedan 1890) och ordförande (sedan 1905) i undervisningsrådet inflytande på skolväsendets utveckling; särskilt lagen om högre allmänna läroverken av 1896 genomdrevs av Nygaard. Det var också han, som i första hand låg bakom 1913 års ortografi för norska riksspråket. 
Han bidrog till nordisk språkforskning med de betydande verken Edda-sprogets syntax, I-II (1865-67) och Norrön syntax (1906) samt (i "Sproglig-historiske studier, tilegnede professor C. R. Unger") en grundlig undersökning av Den lærde stil i den norrøne prosa (1896). Nygaard författade även de mycket använda läroböckerna Oldnorsk grammatik til skolebrug (1871; 4:e upplagan 1894) och Oldnorsk læsebog for begyndere (1872; 7:e upplagan 1906) och utgav "Udvalg af den norrøne literatur" (1-3, 1875; 4:e upplagan 1902).